# Bucculatrix monelpis
Bucculatrix monelpis är en fjärilsart som beskrevs av Edward Meyrick 1928. Bucculatrix monelpis ingår i släktet Bucculatrix och familjen kronmalar. Inga underarter finns listade i Catalogue of Life.